# 1993년 대한민국의 영화 목록
다음은 1993년에 개봉됐던 대한민국의 영화 목록이다.

## 목록
- 13월의 겨울
- B타임의 정사 2
- B타임의 정사 3
- 가슴달린 남자
- 가위여자
- 개그특공대 로봇트윈스
- 거부하는 몸짓으로 저 하늘을
- 검은 모자
- 그 섬에 가고 싶다
- 그 여자, 그 남자
- 그대품에 아카시아 향기
- 금병풍월
- 꾼사냥
- 꿈의 정사
- 내가 성에 관해 알고 있는 몇가지 이야기들
- 내마음에는 악어가 산다
- 대명
- 도색부인
- 돈황제
- 뜨거운 비
- 러브호텔 비상구
- 로맨스 황제
- 매춘 3
- 모스크바에서 온 S여인
- 무엇에 쓰는 물건인고
- 무정의 제3부두
- 물랭루즈
- 바람부는 날이면 압구정동에 가야 한다
- 배꼽위에 여자
- 백백교
- 백한번째 프로포즈
- 벗어버린 사슬
- 복카치오 '93
- 불꽃 슛 통키
- 비 오는 날 수채화 2
- 비상구가 없다
- 뽕띠
- 사라는 유죄
- 사라의 계절
- 사랑의 종합병원
- 사랑하고 싶은 여자 결혼하고 싶은 여자
- 살어리랏다
- 서울 엠마누엘
- 서편제
- 성인스
- 세상 끝의 향기
- 소녀 18세
- 신혼여행 특공대
- 씨내리
- 아담이 눈뜰 때
- 아침이 오면 그대 이름으로
- 암흑가의 무소속
- 애마부인 8
- 애마부인 9
- 야망의 대륙
- 에로스
- 에미의 들
- 여자아리랑
- 여자의 시대는 끝나지 않는다
- 여자의 일생
- 연인들의 멜로디
- 영구와 공룡 쮸쮸
- 영웅들의 날개짓
- 오렌지나라
- 웨스턴 애비뉴
- 이혼녀
- 짧은 여행의 끝
- 차이나타운 2
- 참견은 노 ~사랑은 오예~
- 첫사랑
- 키드캅
- 투캅스
- 화엄경
- 홧김에?

## 참고 자료
- KOFIC 영화데이터베이스